# 東経24度線

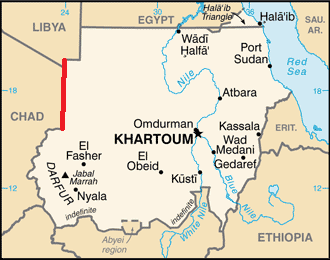
東経24度線は、スーダンとリビア・チャドとの国境の一部になっている。

東経24度線（とうけい24どせん）は、本初子午線面から東へ24度の角度を成す経線である。北極点から北極海、大西洋、ヨーロッパ、地中海、アフリカ、インド洋、南極海、南極大陸を通過して南極点までを結ぶ。
東経24度線は、西経156度線と共に大円を形成する。
東経24度線は、スーダンとリビアの国境、スーダンとチャドとの国境の一部になっている。

## 通過する地域一覧
東経24度線は、北極点から南極点まで南に向かって以下の場所を通っている。
| 地理座標                                             | 国土・領土・領海        | 備考 |
| ---------------------------------------------------- | ----------------------- | --- |
| 北緯90度0分 東経24度0分 / 北緯90.000度 東経24.000度  | 北極海                  | |
| 北緯80度18分 東経24度0分 / 北緯80.300度 東経24.000度 | ノルウェー              | 北東島（スヴァールバル諸島）                                                                                                   |
| 北緯79度14分 東経24度0分 / 北緯79.233度 東経24.000度 | バレンツ海              | |
| 北緯77度52分 東経24度0分 / 北緯77.867度 東経24.000度 | ノルウェー              | エッジ島（スヴァールバル諸島）                                                                                                 |
| 北緯77度33分 東経24度0分 / 北緯77.550度 東経24.000度 | バレンツ海              | |
| 北緯71度57分 東経24度0分 / 北緯71.950度 東経24.000度 | 大西洋                  | ノルウェー海 |
| 北緯71度3分 東経24度0分 / 北緯71.050度 東経24.000度  | ノルウェー              | インガ島（英語版）、Rolvsøy島                                                                                                  |
| 北緯70度55分 東経24度0分 / 北緯70.917度 東経24.000度 | 大西洋                  | ノルウェー海 |
| 北緯70度41分 東経24度0分 / 北緯70.683度 東経24.000度 | ノルウェー              | クバル島（英語版）、本土 |
| 北緯68度49分 東経24度0分 / 北緯68.817度 東経24.000度 | フィンランド            | |
| 北緯66度50分 東経24度0分 / 北緯66.833度 東経24.000度 | スウェーデン            | 約4km |
| 北緯66度48分 東経24度0分 / 北緯66.800度 東経24.000度 | フィンランド            | |
| 北緯66度2分 東経24度0分 / 北緯66.033度 東経24.000度  | スウェーデン            | |
| 北緯65度48分 東経24度0分 / 北緯65.800度 東経24.000度 | バルト海                | ボスニア湾 |
| 北緯64度24分 東経24度0分 / 北緯64.400度 東経24.000度 | フィンランド            | |
| 北緯60度1分 東経24度0分 / 北緯60.017度 東経24.000度  | バルト海                | フィンランド湾 |
| 北緯59度21分 東経24度0分 / 北緯59.350度 東経24.000度 | エストニア              | Väike-Pakri（英語版）、本土 |
| 北緯58度18分 東経24度0分 / 北緯58.300度 東経24.000度 | バルト海                | リガ湾 |
| 北緯58度9分 東経24度0分 / 北緯58.150度 東経24.000度  | エストニア              | キフヌ島 |
| 北緯58度6分 東経24度0分 / 北緯58.100度 東経24.000度  | バルト海                | リガ湾 |
| 北緯57度2分 東経24度0分 / 北緯57.033度 東経24.000度  | ラトビア                | リガのすぐ西を通過 |
| 北緯56度20分 東経24度0分 / 北緯56.333度 東経24.000度 | リトアニア              | |
| 北緯53度56分 東経24度0分 / 北緯53.933度 東経24.000度 | ベラルーシ              | |
| 北緯51度35分 東経24度0分 / 北緯51.583度 東経24.000度 | ウクライナ              | |
| 北緯50度56分 東経24度0分 / 北緯50.933度 東経24.000度 | ポーランド              | 約10km |
| 北緯50度51分 東経24度0分 / 北緯50.850度 東経24.000度 | ウクライナ              | 約7km |
| 北緯50度46分 東経24度0分 / 北緯50.767度 東経24.000度 | ポーランド              | |
| 北緯50度26分 東経24度0分 / 北緯50.433度 東経24.000度 | ウクライナ              | |
| 北緯47度58分 東経24度0分 / 北緯47.967度 東経24.000度 | ルーマニア              | |
| 北緯43度45分 東経24度0分 / 北緯43.750度 東経24.000度 | ブルガリア              | |
| 北緯41度27分 東経24度0分 / 北緯41.450度 東経24.000度 | ギリシャ                | |
| 北緯40度45分 東経24度0分 / 北緯40.750度 東経24.000度 | 地中海                  | エーゲ海 |
| 北緯40度23分 東経24度0分 / 北緯40.383度 東経24.000度 | ギリシャ                | アトス半島 |
| 北緯40度19分 東経24度0分 / 北緯40.317度 東経24.000度 | 地中海                  | エーゲ海 |
| 北緯40度5分 東経24度0分 / 北緯40.083度 東経24.000度  | ギリシャ                | シトニア半島（英語版） |
| 北緯39度58分 東経24度0分 / 北緯39.967度 東経24.000度 | 地中海                  | エーゲ海 - キラパナイア島（英語版）（ ギリシャ）のすぐ西を通過 アロニソス島、ペリステラ島（英語版）（ ギリシャ）のすぐ東を通過 |
| 北緯38度41分 東経24度0分 / 北緯38.683度 東経24.000度 | ギリシャ                | エヴィア島 |
| 北緯38度24分 東経24度0分 / 北緯38.400度 東経24.000度 | 地中海                  | エーゲ海・エウリプス海峡（英語版）                                                                                             |
| 北緯38度15分 東経24度0分 / 北緯38.250度 東経24.000度 | ギリシャ                | |
| 北緯37度40分 東経24度0分 / 北緯37.667度 東経24.000度 | 地中海                  | エーゲ海、クレタ海 |
| 北緯35度31分 東経24度0分 / 北緯35.517度 東経24.000度 | ギリシャ                | クレタ島 |
| 北緯35度13分 東経24度0分 / 北緯35.217度 東経24.000度 | 地中海                  | |
| 北緯34度56分 東経24度0分 / 北緯34.933度 東経24.000度 | ギリシャ                | ガヴドプラ島（英語版） |
| 北緯34度55分 東経24度0分 / 北緯34.917度 東経24.000度 | 地中海                  | ガヴドス島（ ギリシャ）のすぐ西を通過                                                                                          |
| 北緯32度6分 東経24度0分 / 北緯32.100度 東経24.000度  | リビア                  | |
| 北緯20度0分 東経24度0分 / 北緯20.000度 東経24.000度  | リビアと スーダンの国境 | |
| 北緯19度30分 東経24度0分 / 北緯19.500度 東経24.000度 | チャドと スーダンの国境 | |
| 北緯15度42分 東経24度0分 / 北緯15.700度 東経24.000度 | スーダン                | |
| 北緯8度42分 東経24度0分 / 北緯8.700度 東経24.000度   | 中央アフリカ            | |
| 北緯5度52分 東経24度0分 / 北緯5.867度 東経24.000度   | コンゴ民主共和国        | |
| 南緯10度53分 東経24度0分 / 南緯10.883度 東経24.000度 | ザンビア                | 約5km |
| 南緯10度55分 東経24度0分 / 南緯10.917度 東経24.000度 | アンゴラ                | |
| 南緯11度36分 東経24度0分 / 南緯11.600度 東経24.000度 | ザンビア                | 約16km |
| 南緯11度45分 東経24度0分 / 南緯11.750度 東経24.000度 | アンゴラ                | 約11km |
| 南緯11度51分 東経24度0分 / 南緯11.850度 東経24.000度 | ザンビア                | |
| 南緯12度10分 東経24度0分 / 南緯12.167度 東経24.000度 | アンゴラ                | |
| 南緯12度29分 東経24度0分 / 南緯12.483度 東経24.000度 | ザンビア                | |
| 南緯12度55分 東経24度0分 / 南緯12.917度 東経24.000度 | アンゴラ                | |
| 南緯12度59分 東経24度0分 / 南緯12.983度 東経24.000度 | ザンビア                | |
| 南緯17度31分 東経24度0分 / 南緯17.517度 東経24.000度 | ナミビア                | カプリビ回廊 |
| 南緯18度10分 東経24度0分 / 南緯18.167度 東経24.000度 | ボツワナ                | |
| 南緯25度37分 東経24度0分 / 南緯25.617度 東経24.000度 | 南アフリカ共和国        | 北西州 北ケープ州 西ケープ州 東ケープ州                                                                                        |
| 南緯34度2分 東経24度0分 / 南緯34.033度 東経24.000度  | インド洋                | |
| 南緯60度0分 東経24度0分 / 南緯60.000度 東経24.000度  | 南極海                  | |
| 南緯70度17分 東経24度0分 / 南緯70.283度 東経24.000度 | 南極大陸                | ドローニング・モード・ランド（ ノルウェーが領有権を主張）                                                                      |